# ポーラ・フォックス
ポーラ・フォックス（Paula Fox,1923年4月22日 - 2017年3月1日）は、アメリカ人児童文学作家である。
1923年、アメリカ合衆国・ニューヨーク生まれ。1974年にニューベリー賞、1978年に国際アンデルセン賞、1983年に全米図書賞、2008年にドイツ児童文学賞を受賞した。2017年3月1日、ニューヨークの病院で死去した。

## 受賞歴
- ニューベリー賞　1974年　（The Slave Dancer （『どれい船にのって』）に対して）
- 国際アンデルセン賞　1978年
- 全米図書賞 児童文学部門　1983年　（A Place Apartに対して）
- ドイツ児童文学賞　2008年　（Ein Bild von Ivan(Portrait of Ivan)に対して）

## 主な著書

### 大人向け小説
- 1967 Poor George
- 1970 Desperate Characters
- 1972 The Western Coast
- 1976 The Widow's Children
- 1984 A Servant's Tale
- 1990 The God of Nightmares

### 児童向け小説
- 1966 Maurice's Room
- 1967 How Many Miles to Babylon?（『バビロンまではなんマイル』）
- 1967 A Likely Place
- 1968 Dear Prosper
- 1968 The Stone-Faced Boy
- 1969 Hungry Fred
- 1969 The King's Falcon
- 1969 Portrait of Ivan
- 1970 Blowfish Live in the Sea（『フグは海に住む ― ベンの旅立ち』）
- 1973 Good Ethan (イラスト:アーノルド・ローベル)
- 1974 en:The Slave Dancer（『どれい船にのって』）
- 1978 The Little Swineherd and Other Tales
- 1980 A Place Apart
- 1984 One-Eyed Cat（『片目のねこ』）
- 1986 The Moonlight Man
- 1987 Lily and the Lost Boy (The Lost Boy)
- 1988 The Village by the Sea (In a Place of Darkness)
- 1991 Monkey Island
- 1993 Western Wind（『西風がふくとき ― おばあちゃんとの日々』）
- 1995 The Eagle Kite (The Gathering Darkness)（『イーグルカイト ― ぼくの父は、エイズとたたかった』）
- 1997 Radiance Descending（『光の子がおりてきた』）
- 1999 Amzat and His Brothers: Three Italian Tales

## 日本語訳された作品
- 『バビロンまではなんマイル』掛川恭子訳、冨山房、1976年
- 『モリスのたからもの』世界のどうわ、清水真砂子訳、大日本図書、1982年
- 『どれい船にのって』Best choice、ホゥゴー政子訳、福武書店、1989年
- 『きのうのぼくにさようなら』あかね世界の文学シリーズ、掛川恭子訳、あかね書房、1989年
- 『片目のねこ』心の児童文学館シリーズ、坂崎麻子訳、ぬぷん児童図書出版、1990年
- 『西風がふくとき ― おばあちゃんとの日々』文研じゅべにーる、清水奈緒子訳、文研出版、1999年
- 『フグは海に住む ― ベンの旅立ち』森恵子訳、さ・え・ら書房、2000年
- 『イーグルカイト ― ぼくの父は、エイズとたたかった』翼をひろげて<6>、村田薫訳、文渓堂、2000年
- 『光の子がおりてきた』平野卿子訳、葉祥明絵、金の星社、2000年